# Cooljazz

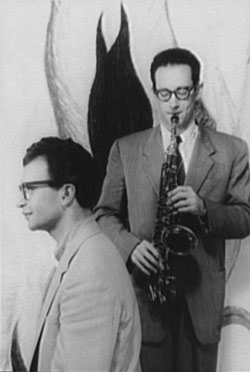
Dave Brubeck met Paul Desmond

Cooljazz is een jazzstijl die in de jaren 1950 opkwam in reactie op bebop. Deze stijl heeft een subtieler en makkelijker te volgen karakter en er wordt vaker gebruikgemaakt van voorgearrangeerde partijen en tegenmelodieën. Soms echter heeft ook de coolstijl nog veel weg van bop en is het onderscheid een stuk moeilijker te maken. Deze cool-bop-variant heeft desalniettemin vaak een wat minder geagiteerd karakter dan de oorspronkelijke bebop.
De kenmerken zijn een ondynamisch, emotiearm legatospel, een lineair geheel zonder harde accenten en het ontbreken van vibrato. Vaak worden in de cooljazz de stemmen contrapuntisch gebruikt en er worden polytonale tot atonale wendingen gebruikt.
Cooljazz wordt geassocieerd met (of overlapt) de West Coast-jazz of West Coast-cool die in Californië zijn oorsprong vindt. De term cool is echter niet per se gerelateerd aan een bepaalde regio. 
Hoewel de stijl zijn bloeiperiode in de jaren 1950 kende, is deze al eerder ontstaan. Het Claude Thornhill Orchestra en Lennie Tristano hebben al eind jaren 1940 cooljazzopnamen gemaakt.

## Bekende cooljazzmusici
- Dave Brubeck met Paul Desmond
- Stan Getz
- Chet Baker
- Modern Jazz Quartet
- Sal Mosca
- Gerry Mulligan met Chet Baker
- Miles Davis met Gil Evans
- Lee Konitz
- Lenny Tristano
- Chico Hamilton
- George Shearing
- Shelly Manne
- Lester Young